# Canton de La Roche-sur-Yon-1
Ne doit pas être confondu avec Canton de La Roche-sur-Yon-Nord.
Pour les articles homonymes, voir Canton de La Roche-sur-Yon (homonymie).
Le canton de La Roche-sur-Yon-1 est une circonscription électorale française située dans le département de la Vendée et la région des Pays de la Loire.
Dans le cadre du redécoupage cantonal de 2014, il est créé par un décret du 17 février 2014 et entre en vigueur à l’occasion des premières élections départementales, le 22 mars 2015.

## Histoire
Le canton de La Roche-sur-Yon-1 est créé par l'article 13 du décret no 2014-169 du 17 février 2014 ; il comprend des communes des anciens cantons de La Roche-sur-Yon-Nord, des Essarts et de La Mothe-Achard.

## Représentation
| Période élective | Période élective | Mandat | Mandat   | Identité          | Nuance | Nuance | Qualité                                                                           |
| ---------------- | ---------------- | ------ | -------- | ----------------- | ------ | ------ | --------------------------------------------------------------------------------- |
| 2 avril 2015     | 2021             | 2015   | 2021     | Anne Aubin-Sicard |        | LR     | Conseillère municipale et 1re adjointe au maire de La Roche-sur-Yon (depuis 2014) |
| 2 avril 2015     | 2021             | 2015   | 2021     | Laurent Favreau   |        | DVD    | Agriculteur propriétaire-exploitant Maire de Venansault (depuis 2008)             |
| 2021             | 2028             | 2021   | en cours | Anne Aubin-Sicard |        | LR     | Conseillère sortante, 8ème Vice-Présidente du conseil départemental               |
| 2021             | 2028             | 2021   | en cours | Laurent Favreau   |        | DVD    | Conseiller sortant, 3ème Vice-Président du conseil départemental                  |

À l'issue du 1er tour des élections départementales de 2015, deux binômes sont en ballotage : Anne Aubin-Sicard et Laurent Favreau (Union de la Droite, 35,33 %) et Martine Chantecaille et Philippe Gaboriau (Union de la Gauche, 31,14 %). Le taux de participation est de 50,42 % (14 561 votants sur 28 881 inscrits) contre 52,59 % au niveau départemental et 50,17 % au niveau national.
Au second tour, Anne Aubin-Sicard et Laurent Favreau (Union de la Droite) sont élus avec 51,97 % des suffrages exprimés et un taux de participation de 49,61 % (6 864 voix pour 14 244 votants et 28 712 inscrits).

## Composition
Le canton comprend quatre communes entières et une fraction.
| Nom                                      | Code Insee | Intercommunalité                    | Superficie (km2) | Population (dernière pop. légale) | Densité (hab./km2) | Modifier                                    |
| ---------------------------------------- | ---------- | ----------------------------------- | ---------------- | --------------------------------- | ------------------ | ------------------------------------------- |
| La Roche-sur-Yon (bureau centralisateur) | 85191      | CA La Roche-sur-Yon - Agglomération | 87,52            | 54 699 (2022)                     | 625                | modifier les données · modifier les données |
| Dompierre-sur-Yon                        | 85081      | CA La Roche-sur-Yon - Agglomération | 33,60            | 4 535 (2022)                      | 135                | modifier les données · modifier les données |
| Landeronde                               | 85118      | CA La Roche-sur-Yon - Agglomération | 17,96            | 2 285 (2022)                      | 127                | modifier les données · modifier les données |
| Mouilleron-le-Captif                     | 85155      | CA La Roche-sur-Yon - Agglomération | 19,73            | 5 209 (2022)                      | 264                | modifier les données · modifier les données |
| Venansault                               | 85300      | CA La Roche-sur-Yon - Agglomération | 44,49            | 4 743 (2022)                      | 107                | modifier les données · modifier les données |
| Canton de La Roche-sur-Yon-1             | 8512       |                                     |                  | 42 762 (2022)                     |                    | modifier les données                        |

### Intercommunalité
Le canton de La Roche-sur-Yon-1 recouvre une partie de La Roche-sur-Yon-Agglomération (quatre communes et la partie septentrionale de La Roche-sur-Yon).

## Démographie
En 2022, le canton comptait 42 762 habitants, en évolution de +3,21 % par rapport à 2016 (Vendée : +5,33 %, France hors Mayotte : +2,11 %).
| 2013   | 2018   | 2022   |
| ------ | ------ | ------ |
| 40 767 | 42 009 | 42 762 |